# Aeropuerto Internacional de San Juan de Terranova
El Aeropuerto Internacional de San Juan de Terranova (del inglés: St. John's International Airport) (IATA: YYT, OACI: CYYT) está en Terranova y Labrador, Canadá. Se encuentra a 3 millas náuticas (5.6 km; 3.5 millas) al noroeste de San Juan, Terranova y Labrador y sirve al área metropolitana de San Juan de Terranova y la Península de Avalon. El aeropuerto es parte del Sistema Nacional de Aeropuertos y es operado por St. John's International Airport Authority Inc.
Designado como aeropuerto internacional por Transport Canada, Nav Canada lo clasifica como aeropuerto de entrada y cuenta con personal de la Agencia de Servicios Fronterizos de Canadá (CBSA). Los oficiales de CBSA en este aeropuerto pueden manejar aviones con no más de 165 pasajeros. Sin embargo, pueden manejar hasta 450 si la aeronave se descarga por etapas.

## Aerolíneas y destinos
Terranova está tan al este de Canadá continental que cuando WestJet comenzó a volar de San Juan a Dublín en 2014, la ruta transatlántica era solo 40 km más larga que el vuelo existente de la aerolínea a Orlando y más corta que un vuelo desde Vancouver a Toronto.

### Pasajeros

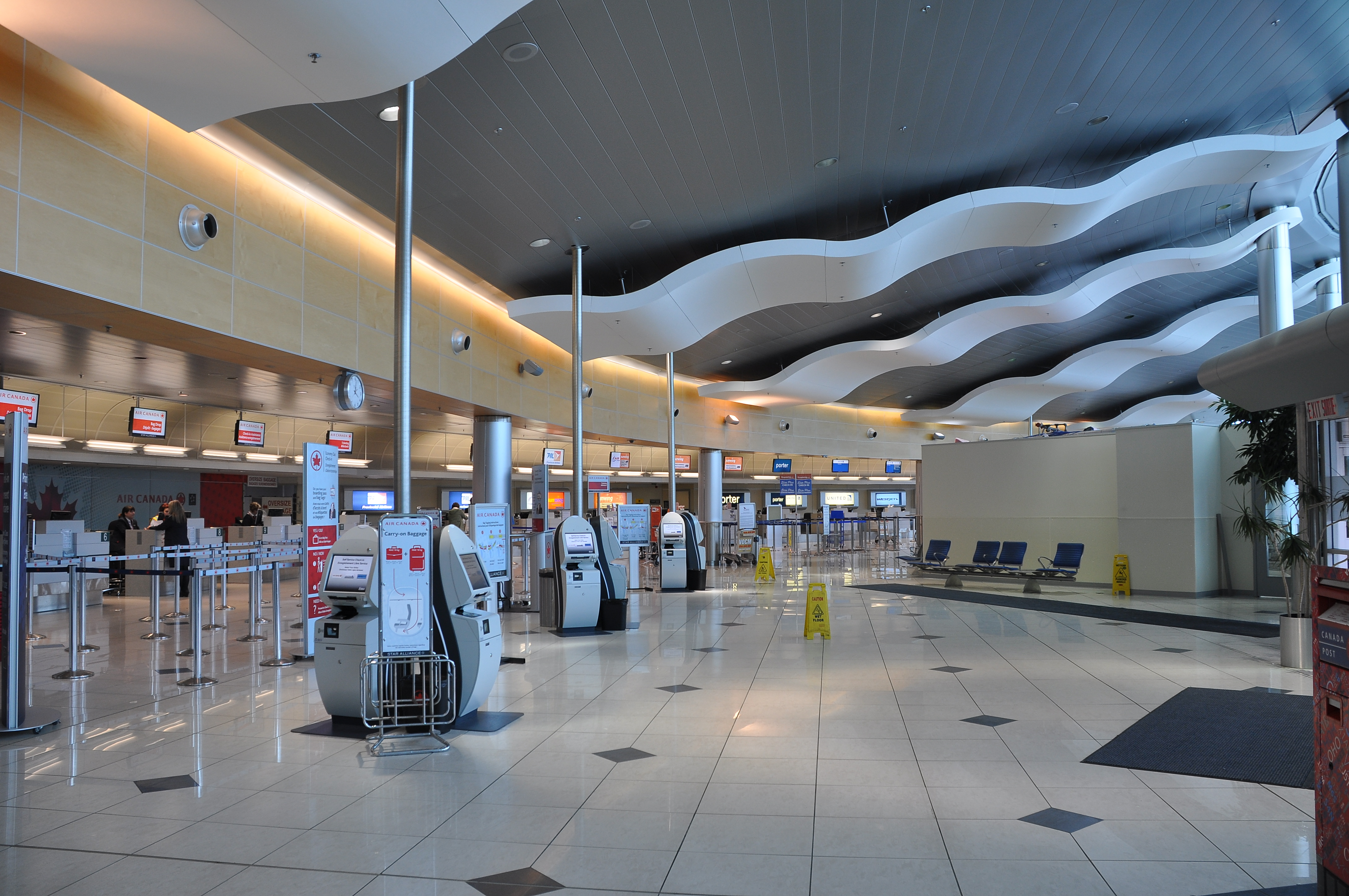
Área de documentación del aeropuerto.

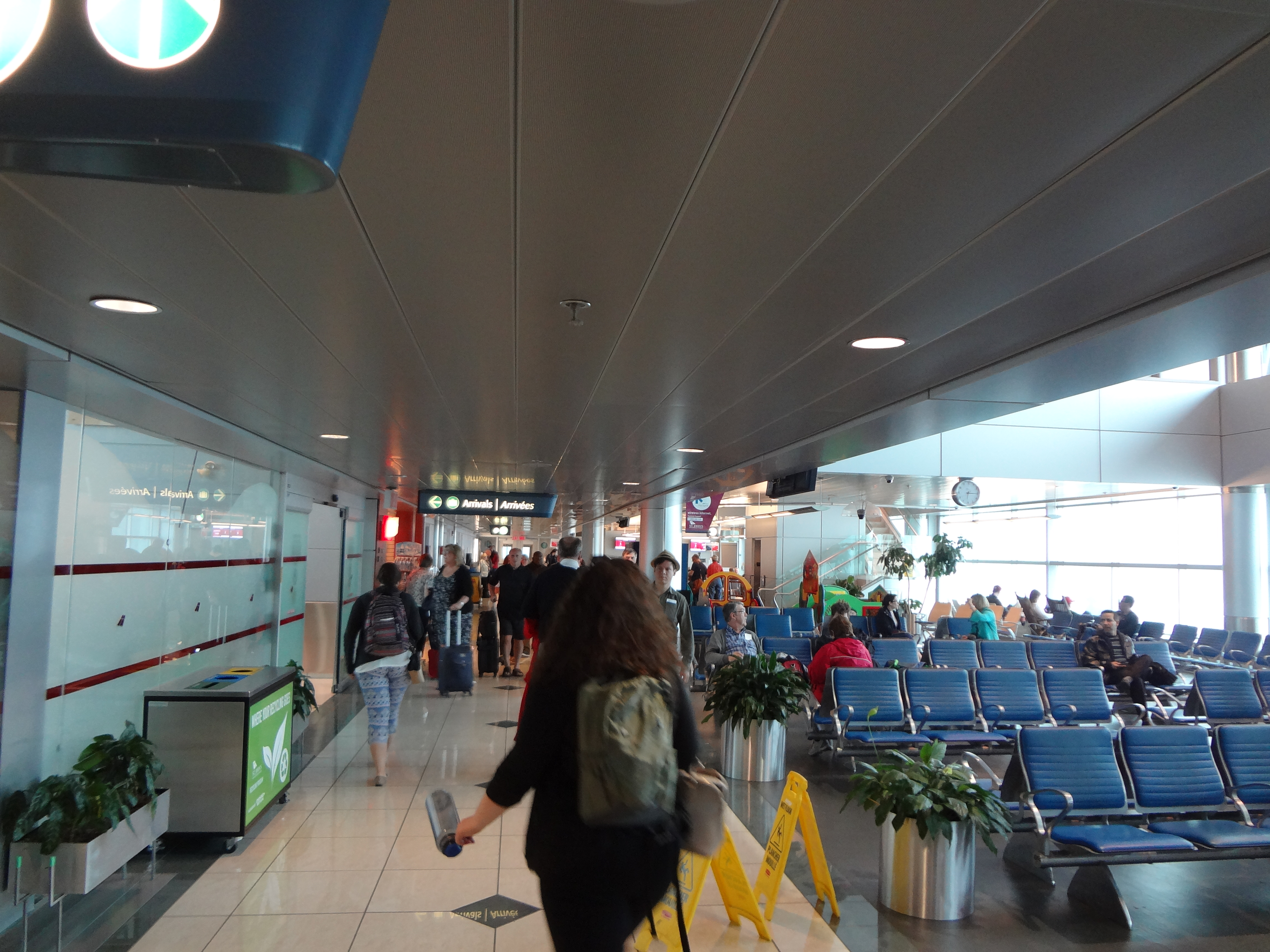
Área de llegadas del aeropuerto.

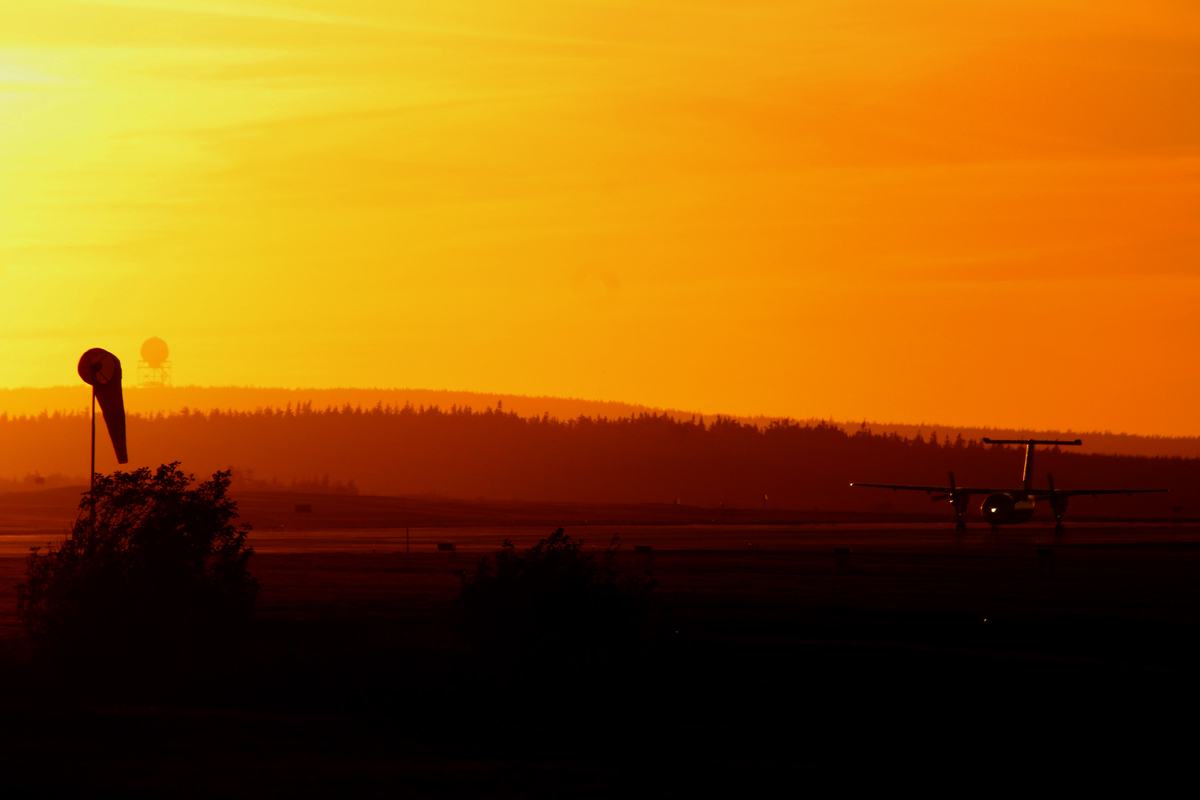
Aterrizaje al atardecer de un Dash-8 de Provincial Airlines.

| Aerolíneas         | Destinos |
| ------------------ | --- |
| Air Canada         | Toronto–Pearson |
| Air Canada Express | Halifax |
| Air Canada Rouge   | Montreal–Trudeau |
| Air Saint-Pierre   | San Pedro |
| PAL Airlines       | Churchill Falls, Deer Lake, Gander, Goose Bay, Saint Anthony, Wabush                                                      |
| Porter Airlines    | Halifax, Ottawa, Toronto–Pearson                                                                                          |
| WestJet            | Calgary, Orlando Estacional: Dublín, Edmonton, Londres–Gatwick, París–Charles de Gaulle, Tampa, Toronto–Pearson, Winnipeg |

### Servicio de helicópteros
| Aerolíneas         | Destinos                                        |
| ------------------ | ----------------------------------------------- |
| Cougar Helicopters | Hebron–Ben Nevis, Hibernia, SeaRose, Terra Nova |

Los operadores de base fija con base en el Aeropuerto Internacional de San Juan de Terranoca son Provincial Airlines y Cougar Helicopters.

### Destinos nacionales
Se brinda servicio a 13 ciudades dentro del país a cargo de 6 aerolíneas.
| Destinos nacionales del Aeropuerto de San Juan de T. YYT YYC ZUM YVZ YEG YQX YYR YHZ YUL YOW YAY YYZ YWK YWG | Destinos nacionales del Aeropuerto de San Juan de T. YYT YYC ZUM YVZ YEG YQX YYR YHZ YUL YOW YAY YYZ YWK YWG | Destinos nacionales del Aeropuerto de San Juan de T. YYT YYC ZUM YVZ YEG YQX YYR YHZ YUL YOW YAY YYZ YWK YWG | Destinos nacionales del Aeropuerto de San Juan de T. YYT YYC ZUM YVZ YEG YQX YYR YHZ YUL YOW YAY YYZ YWK YWG | Destinos nacionales del Aeropuerto de San Juan de T. YYT YYC ZUM YVZ YEG YQX YYR YHZ YUL YOW YAY YYZ YWK YWG | Destinos nacionales del Aeropuerto de San Juan de T. YYT YYC ZUM YVZ YEG YQX YYR YHZ YUL YOW YAY YYZ YWK YWG | Destinos nacionales del Aeropuerto de San Juan de T. YYT YYC ZUM YVZ YEG YQX YYR YHZ YUL YOW YAY YYZ YWK YWG |
| Destinos | PAL Airlines                                                                                                 | WestJet | Air Canada                                                                                                   | Porter Airlines                                                                                              | Otra | # |
| --- | --- | --- | --- | --- | --- | --- |
| Calgary (YYC)                                                                                                | | • | | | | 1 |
| Churchill Falls (ZUM)                                                                                        | • | | | | | 1 |
| Deer Lake (YVZ)                                                                                              | • | | | | | 1 |
| Edmonton (YEG)                                                                                               | | • | | | | 1 |
| Gander (YQX)                                                                                                 | • | | | | | 1 |
| Goose Bay (YYR)                                                                                              | • | | | | | 1 |
| Halifax (YHZ)                                                                                                | | | • | • | | 2 |
| Montreal (YUL)                                                                                               | | | • | | | 1 |
| Ottawa (YOW)                                                                                                 | | | | • | | 1 |
| Saint Anthony (YAY)                                                                                          | • | | | | | 1 |
| Toronto (YYZ)                                                                                                | | • | • | • | | 3 |
| Wabush (YWK)                                                                                                 | • | | | | | 1 |
| Winnipeg (YWG)                                                                                               | | • | | | | 1 |
| Total | 6 | 4 | 3 | 3 | 0 | 13 |

### Destinos internacionales
Se ofrece servicio a 6 destinos internacionales (4 estacionales), a cargo de 2 aerolíneas.
| Ciudades por países                                        | Nombre del aeropuerto                     | Aerolíneas           |              |              |              |
| Norteamérica                                               | Norteamérica                              | Norteamérica         | Norteamérica | Norteamérica | Norteamérica |
| ---------------------------------------------------------- | ----------------------------------------- | -------------------- | ------------ | ------------ | ------------ |
| Estados Unidos (2 destinos [1 estacional], 1 aerolínea)    |                                           |                      |              |              |              |
| Orlando                                                    | Aeropuerto Internacional de Orlando       | WestJet              |              |              |              |
| Tampa                                                      | Aeropuerto Internacional de Tampa         | WestJet (Estacional) |              |              |              |
| San Pedro y Miquelón (1 destino, 1 aerolínea)              |                                           |                      |              |              |              |
| San Pedro                                                  | Aeropuerto de Saint-Pierre Pointe-Blanche | Air Saint-Pierre     |              |              |              |
| Europa                                                     |                                           |                      |              |              |              |
| Irlanda (1 destino [estacional], 1 aerolínea)              |                                           |                      |              |              |              |
| Dublín                                                     | Aeropuerto de Dublín                      | WestJet (Estacional) |              |              |              |
| Francia (1 destino [estacional], 1 aerolínea)              |                                           |                      |              |              |              |
| París                                                      | Aeropuerto de París-Charles de Gaulle     | WestJet (Estacional) |              |              |              |
| Reino Unido (1 destino [estacional], 1 aerolínea)          |                                           |                      |              |              |              |
| Londres                                                    | Aeropuerto de Londres-Gatwick             | WestJet (Estacional) |              |              |              |
| Total: 6 destinos (4 estacionales), 5 países, 2 aerolíneas |                                           |                      |              |              |              |

## Estadísticas

### Tráfico anual
| Año  | Pasajeros | % Cambio    |
| ---- | --------- | ----------- |
| 2010 | 1,318,713 | Sin cambios |
| 2011 | 1,371,461 | 4%          |
| 2012 | 1,453,749 | 6%          |
| 2013 | 1,497,361 | 3%          |
| 2014 | 1,561,748 | 4.3%        |
| 2015 | 1,483,660 | -5%         |
| 2016 | 1,547,358 | 4.3%        |
| 2017 | 1,520,500 | -1.7%       |
| 2018 | 1,483,650 | -2.4%       |
| 2019 | 1,435,013 | -3.4%       |
| 2020 | 358,000   | -75%        |
| 2021 | 459,000   | 28%         |
| 2022 | 1,099,392 | 130%        |
| 2023 | 1,260,000 | 17.4%       |
| 2024 | 1,380,000 | 9.5%        |